# Доња Пастуша
Доња Пастуша је насељено место у саставу града Петриње, у Банији, Република Хрватска.

## Историја
Доња Пастуша се од распада Југославије до августа 1995. године налазила у Републици Српској Крајини.

## Становништво
Насеље је према попису становништва из 2011. године имало 11 становника.
| Националност       | 1991.       |
| Срби               | 59 (96,72%) |
| Хрвати             | 2 (3,27%)   |
| Југословени        | 0           |
| остали и непознато | 0           |
| Укупно             | 61          |